# 기태류

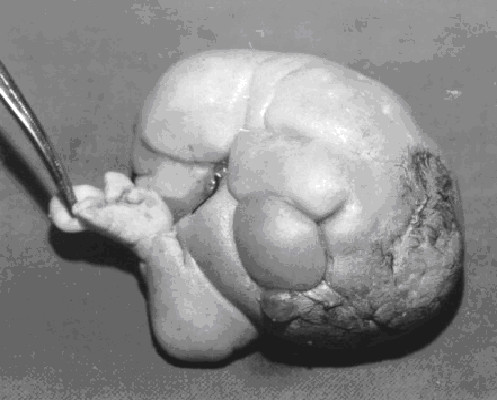

기태류(fetus in fetu, foetus in foetu)는 몸 속에 태아를 품고 태어나는 현상 또는 그 모양을 말하는 의학적 용어이다. 남자가 뱃속에 아이를 가지거나, 여자 아이가 뱃속에 아기를 품고 태어나는 경우도 있는데 쌍태아의 한 쪽이 산모의 뱃속에서 사산되면서 우연히 다른 쌍생아의 몸 안에 남게 되어 발생하는 것이다.